# Vércsorog község
Vércsorog község (románul: Comuna Vârciorog) község Bihar megyében, Romániában. Központja Vércsorog, beosztott falvai Kisszurdok, Serges, Várfancsika.

## Népessége
A 2011-es népszámlálás adatai alapján a község népessége 2304 fő volt.